# Julius Schaub

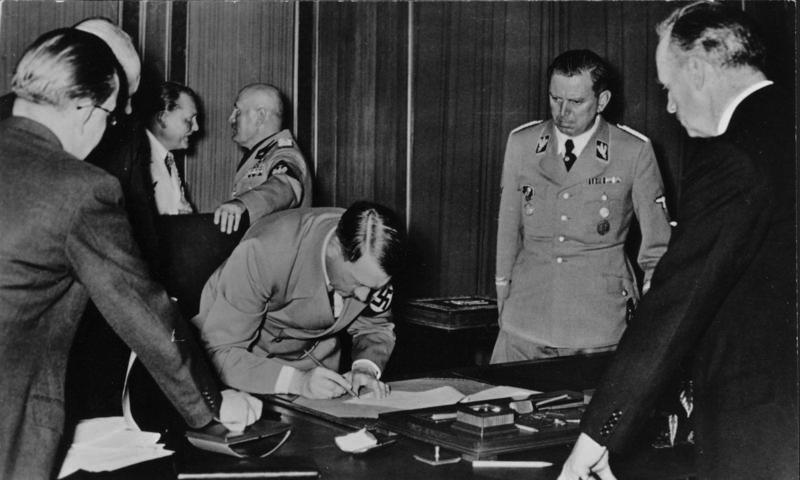
Schaub (rechts van Hitler), na de ondertekening van het Verdrag van München in 1938

Julius Schaub (München, 20 augustus 1898 – aldaar, 27 december 1967) was een Duitse officier en SS-Obergruppenführer (luitenant-generaal). Hij was vanaf het begin van de jaren twintig tot aan diens dood in april 1945 de persoonlijke assistent van Adolf Hitler.

## Levensloop
Schaub groeide op in Beieren. In 1917, de Eerste Wereldoorlog was volop gaande, werd hij opgeroepen voor het leger. Hij werkte als hospik en raakte gewond aan beide voeten. Toen de oorlog voorbij was vond hij werk in zijn geboorteplaats München.
Na de oorlog lag Duitsland in puin. Dit bood ruimte voor de opkomst voor extremistische partijen, zowel aan de linker- als rechterzijde van het politieke spectrum. Schaub sloot zich aan bij de Nationaalsocialistische Duitse Arbeiderspartij (NSDAP) die onder leiding van partijleider Adolf Hitler snel veel aanhang verwierf. Schaub had lidmaatschapsnummer 81. Hij verloor zijn baan vanwege zijn lidmaatschap. Toen Hitler dat hoorde stelde hij hem aan als zijn persoonlijke assistent. In die hoedanigheid bewaakte en verzorgde hij Hitlers correspondentie, bewaakte zijn privékas en voerde (geheime) opdrachten uit, of zorgde er voor dat deze werden uitgevoerd.
De nazi's voelden zich in 1923 sterk genoeg om de macht te grijpen. Dit liep uit op een mislukte staatsgreep die bekend kwam te staan als de Bierkellerputsch. Schaub werd samen met Hitler en verschillende andere nazi's gevangengezet in Landsberg. Na zijn vrijlating in 1925 werd Schaub een van de eerste leden van de SS, te weten nummer 7.
Schaub keerde terug naar zijn oude functie als Hitlers adjudant. De beide mannen bouwden een vriendschap op. Zo was Hitler getuige bij Schaubs tweede huwelijk. Hij vergezelde Hitler vaak op reizen, reed als een van de weinigen mee in zijn auto en gaf orders door aan Hitlers lijfwachten. In 1943 werd hij bevorderd tot SS-Obergruppenführer (luitenant-generaal).
Een groep Duitse officieren pleegde op 20 juli 1944 een aanslag op Hitler. Kolonel Claus von Stauffenberg smokkelde een bom binnen in de Wolfsschanze, Hitlers hoofdkwartier in Oost-Pruisen. Op het moment dat de bom afging bevond Schaub zich in een ander gebouw. Vier personen vonden de dood. Schaub haastte zich na de ontploffing naar het gebouw, waar hij Hitler aantrof met minieme verwondingen.
Halverwege april 1945 was het intussen voor iedereen duidelijk dat de oorlog voor Duitsland was verloren. Schaub bleef tot 22 april 1945 bij Hitler in de Führerbunker. Hij staat op de laatste twee foto's die van Hitler bekend zijn, terwijl hij op 20 april de schade in de Duitse hoofdstad Berlijn aanschouwt. Daarna kreeg Schaub de opdracht Hitlers privébezittingen- en papieren te vernietigen. Dat deed hij eerst in Berlijn. Vervolgens vloog hij naar München waar hij hetzelfde deed in Hitlers appartement aan de Prinzregentenplatz en daarna op de Berghof in Obersalzberg. Als laatste zorgde hij voor de vernietiging van Hitlers eigen trein.
Schaub werd op 8 mei 1945 gearresteerd in Kitzbühel door de Amerikanen onder de naam Josef Huber. Hij zat tot 17 februari 1949 gevangen. Hij werd getypeerd als meeloper en niet vervolgd wegens oorlogsmisdaden. In 1959 werd Schaub samen met Hitlers zus Paula geïnterviewd voor de BBC-documentaire Tyranny: The Years of Adolf Hitler. De laatste jaren van zijn leven werkte Schaub als drogist.

## Familie
Op 5 mei 1931 trouwde Schaub met Wilhelmina 'Wilma' Schaub (geboortenaam Giersiepen), (geboren 12 december 1906 te Bochum - 1967). Hitler en Franz Xaver Schwarz waren getuigen. Het echtpaar kreeg twee zonen (1932 en 1942).

## Carrière
Schaub bekleedde verschillende rangen in zowel de Deutsche Heer als Allgemeine-SS. De volgende tabel laat zien dat de bevorderingen niet synchroon liepen.
| Datums           | Deutsche Heer | Sturmabteilung | Allgemeine-SS        |
| ---------------- | ------------- | -------------- | -------------------- |
| 15 februari 1917 | Krankenwärter | —              | —                    |
| 1923             | —             | SA-Feldwebel   | —                    |
| 1 november 1925  | —             | —              | SS-Anwärter          |
| 20 februari 1932 | —             | —              | SS-Sturmführer       |
| 30 januari 1933  | —             | —              | SS-Sturmbannführer   |
| 1 maart 1933     | —             | —              | SS-Standartenführer  |
| 27 februari 1934 | —             | —              | SS-Oberführer        |
| 1 januari 1935   | —             | —              | SS-Brigadeführer     |
| 30 januari 1938  | —             | —              | SS-Gruppenführer     |
| 21 juni 1943     | —             | —              | SS-Obergruppenführer |

## Lidmaatschapsnummers
- DAP-nr. (lid geworden 10 oktober 1920[2][6]), NSDAP-nr.: 81[9][5] (hernieuwd lid geworden 27 februari 1925[2][4])
- SS-nr.: 7[9][5] (lid geworden 1 november 1925[4])

## Onderscheidingen
Selectie:
- Bloedorde[10][5]
- Coburg-insigne[10][5]
- Ehrenwinkel der Alten Kämpfer
- Danziger Kreuz, 2e Klasse
- Gouden Ereteken van de NSDAP[5] (nr.81)
- Dienstonderscheiding van de NSDAP in goud[5]

## Publicatie
- (de)  In Hitlers Schatten: Erinnerungen und Aufzeichnungen des Chefadjutanten 1925 - 1945. ISBN 9783806112177

- Bibliothèque nationale de France: cb18058398m (data)
- Gemeinsame Normdatei: 129440663
- International Standard Name Identifier: 0000 0000 3793 3980
- Library of Congress Control Number: n99010423
- Système universitaire de documentation: 094978425
- Virtual International Authority File: 28150440
- WorldCat: E39PBJhMhMgFdkJ38jYr4C6Myd